# Broj 1
Broj 1 (tal. Numero Uno) jedan od glavnih junaka stripa Alan Ford. Vođa je slavne Grupe TNT i mozak svih njenih operacija. Prvi se put pojavljuje u 11. broju Alana Forda. 

## Izgled
Broj 1, ili kako ga često u stripu zovu, Njegova visost, je sijedi starac paralitičar s dugačkom bijelom bradom i čupercima kose u obliku vražjih roščića. Ima naglašeni dugački vještičji tanki nos, a karakteristični lik upotpunjuje jedan jedini zub, koji proviruje iz prenaglašenih širokih usta s tankim usnama. 

## Osobine
Invalidska kolica u kojima provodi svoje vrijeme su drvena ruševina, nevješto povezana pa podsjeća na stolac, s dva kotača od kojih je jedan automobilska guma, a drugi je drveni kotač s kolca.
O Broju 1 se ne zna gotovo ništa. No, u epizodi "Sjećam se", pokušavajući se prisjetiti zaboravljenog lika, Broj 1 nabraja sve poznanike kojih se sjeća od početka svog života, te tako saznajemo da mu je prvi poznanik bio neandertalac, pa zatim momak iz pećine kod Krapine... Iako star, sjed i iznemogao Broj 1 ima živog oca i djeda, koji se također više puta pojavljuje u stripu.
U maloj crnoj knjižici, koju uvijek nosi sa sobom, nalaze se podatci i grijesi iz prošlosti o svemu i svakomu, a iz povijesnih priča u kojima samo on uživa, i koje vrlo rado priča ostatku Grupe TNT, saznajemo da je, izravno ili neizravno, sudjelovao u većini poznatih povijesnih događaja.
Omiljeni hobiji za smirivanje živaca i opuštanje su mu pikado i pasijans.